# Quinto Valério Vegeto
Quinto Valério Vegeto (em latim: Quintus Valerius Vegetus) foi um senador romano nomeado cônsul sufecto para o nundínio de setembro a dezembro de 91 com Públio Metílio Nepos. Era filho da flamínica Cornélia Severina e esposo de Etrília Afra segundo inscrições citando seu nome.

## Carreira
Um equestre de Iliberis, Vegeto ingressou no Senado (adlectio) durante o reinado Vespasiano. Por causa de seu consulado, mudou-se para Roma e construiu sua casa no monte Quirinal usando uma técnica de construção de terra, muito rara na época em Roma, mas bastante comum na Hispânia.
Seu filho, Lúcio Múmio Nigro Quinto Valério Vegeto, e seu neto, Quinto Múmio Nigro Valério Vegeto, foram cônsules, o primeiro em 112 e o segundo durante o reinado de Antonino Pio (r. 138-161).